# Litispendència
La litispendència és una expressió usada en dret que es pot traduir com litigi pendent, i s'usa en dret per assenyalar que existeix un judici pendent entre les mateixes parts i sobre una mateixa matèria. És un efecte processal que es genera després de la presentació d'una demanda, en contra del demandant, que li impedeix iniciar-se un nou judici contra el demandat, sobre la mateixa matèria ja que el demandat pot al·legar trobar-se en aquesta situació. L'objectiu és evitar demandes contradictòries.